# Halsted Len
Halsted Len (eller Halsted Kloster Len) var et len på Lolland knyttet til Halsted Kloster. Oprindelig hed det Ravnsborg Len. Det bestod af Lollands Nørre Herred og Lollands Sønder Herred. I 1662 blev lenet omdannet til Halsted Amt.

## Lensmænd
- 1614-1624 Knud Grubbe
- 1626-1627 Birgitte Gyldenstjerne
- 1642-1651 Erik Rosenkrantz
- 1657 Frederik Knudsen Urne